# Wskrzeszenie Łazarza (obraz Ouwatera)
Wskrzeszenie Łazarza (niderl. De opwekking van Lazarus) – obraz holenderskiego malarza Alberta van Ouwatera

## Tematyka
Obraz jest jedynym dziełem Ouwatera, którego atrybucja nie wzbudza większych wątpliwości. Malarz poruszył popularny w XV wieku wśród artystów motyw wskrzeszenia Łazarza opisany w Nowym Testamencie, w Ewangelii Jana: 

Siostry Łazarza posłały do Jezusa wiadomość: «Panie, oto choruje ten, którego Ty kochasz». Jezus usłyszawszy to rzekł: «Choroba ta nie zmierza ku śmierci, ale ku chwale Bożej, aby dzięki niej Syn Boży został otoczony chwałą». (...) Rzekł do niej Jezus: «Brat twój zmartwychwstanie». Rzekła Marta do Niego: «Wiem, że zmartwychwstanie w czasie zmartwychwstania w dniu ostatecznym». Rzekł do niej Jezus: «Ja jestem zmartwychwstaniem i życiem. Kto we Mnie wierzy, choćby i umarł, żyć będzie. Każdy, kto żyje i wierzy we Mnie, nie umrze na wieki. Wierzysz w to?» Odpowiedziała Mu: «Tak, Panie! Ja wciąż wierzę, żeś Ty jest Mesjasz, Syn Boży, który miał przyjść na świat». (...) Jezus rzekł: «Usuńcie kamień». Siostra zmarłego, Marta, rzekła do Niego: «Panie, już cuchnie. Leży bowiem od czterech dni w grobie». Jezus rzekł do niej: «Czyż nie powiedziałem ci, że jeśli uwierzysz, ujrzysz chwałę Bożą?» Usunięto więc kamień. Jezus wzniósł oczy do góry i rzekł: «Ojcze, dziękuję Ci, żeś Mnie wysłuchał. Ja wiedziałem, że Mnie zawsze wysłuchujesz. Ale ze względu na otaczający Mnie lud to powiedziałem, aby uwierzyli, żeś Ty Mnie posłał». To powiedziawszy zawołał donośnym głosem: «Łazarzu, wyjdź na zewnątrz!» I wyszedł zmarły, mając nogi i ręce powiązane opaskami, a twarz jego była zawinięta chustą. Rzekł do nich Jezus: «Rozwiążcie go i pozwólcie mu chodzić». Wielu więc spośród Żydów przybyłych do Marii ujrzawszy to, czego Jezus dokonał, uwierzyło w Niego

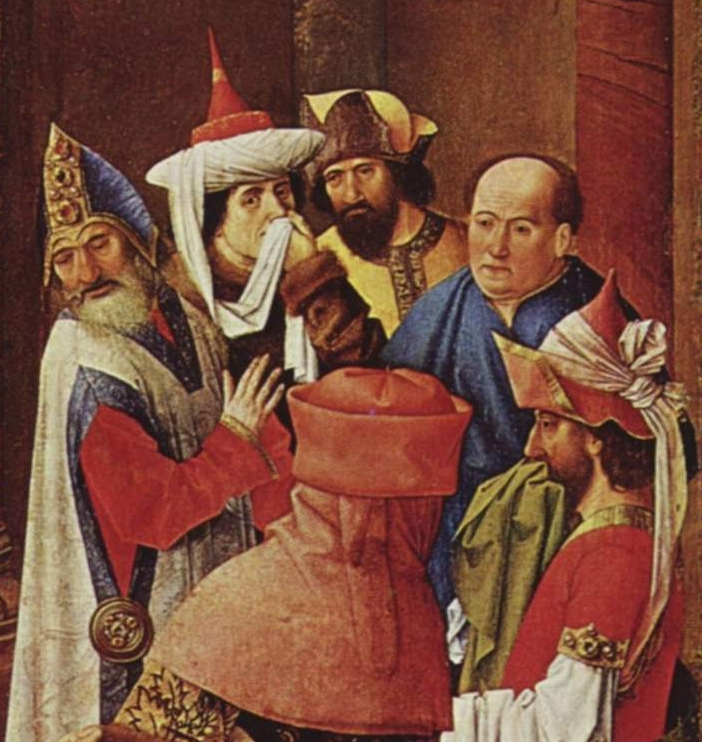
Zgromadzeni Żydzi zasłaniają nosy przed fetorem rozkładającego się ciała (fragment)

## Opis obrazu
Scena wskrzeszenia, jednego z cudów Jezusa, rozgrywa się we wnętrzu kościoła, co miało związek z tradycją pochówku osób ważnych: królów, biskupów czy dygnitarzy w kryptach kościelnych. Kompozycja obrazu podzielona jest na dwie części. Po lewej stronie znajduje się rodzina Łazarza Ouwater oraz Chrystus, po prawej stoi grupa Żydów ubrana w kolorowe kostiumy. Grupa osób cnotliwych przepełniona jest religijną powagą, a na ich twarzy brak jakichkolwiek emocji. Przeciwieństwo stanowią Żydzi. Dwaj z nich spoglądają na Łazarza i jednocześnie zakrywają usta i nosy skrawkami szat przed trupim fetorem. Inny odwraca się plecami od grobu, a jeszcze inny zagląda z ciekawością w rozsuniętą kryptę.
Pośrodku, na osi kompozycji, ukazany został Łazarz, wychodzący z krypty. Nad nim góruje Piotr Apostoł, którego można poznać po tonsurze oraz krótkiej brodzie. On, jako jedyny z grupy cnotliwych, wyraża swoje emocje łącząc niejako obie grupy. Piotr zachęca Żydów by uwierzyli w dokonany cud i w boskość Chrystusa.
Za rozgrywaną sceną, pośrodku znajdują się drzwi z zakratowanym oknem, zza którego zaglądają gapie. W tle widać arkady zwieńczone kapitelami. Jeden z nich po lewej stronie, ukazuje starotestamentową scenę ofiarowania Abrahama gdzie również najważniejszym przesłaniem jest zaufanie do Boga.